# Zutto-Zutto
「Zutto-Zutto」は、ピストルバルブの3枚目のシングル。2007年11月21日発売。発売元はR and C Ltd.。

## 解説
初回限定版は「Zutto-Zutto」のビデオクリップのDVD付き。

## 収録曲
1. Zutto-Zutto
（作詞:峯音＋ピストルバルブ　作曲:早川大地＋ピストルバルブ　編曲・ホーンアレンジ:永田“zelly”健志＋ピストルバルブ）
フジテレビ系『ザ・ベストハウス123』3代目エンディングテーマ（2007年6月‐2007年9月）
フジテレビ系『ジャンクSPORTS』エンディングテーマ
東京アカデミーCMソング
2. SHOUT FOR JOY!
（作詞:峯音＋ピストルバルブ　作曲:早川大地＋ピストルバルブ　編曲:永田“zelly”健志＋ピストルバルブ　ホーンアレンジ:ラム・アスカ）
ヨシモト∞（無限大）東京・火曜〜金曜1部エンディングテーマ（2008年2月5日‐2008年3月31日）
フジテレビ系『映画の達人』エンディングテーマ
3. Santa Claus Is Coming To Town 〜サンタが街で吹きまくり〜
（作詞:Haven Gillespie　作曲:Fred Coots　編曲:永田“zelly”健志＋ピストルバルブ　ホーンアレンジ:ラム・アスカ＋永田“zelly”健志）